# Josia esoterica
Josia esoterica är en fjärilsart som beskrevs av Louis Beethoven Prout 1918. Josia esoterica ingår i släktet Josia och familjen tandspinnare. Inga underarter finns listade i Catalogue of Life.